# 桐華駅
桐華駅（トンファえき）は、大韓民国江原道原州市文幕邑桐華里にかつて存在していた韓国鉄道公社（KORAIL）中央線の鉄道駅である。
2017年12月以降は当駅を含む西原州駅 - 万鍾駅間は中央線と京江線の共用区間となっていたが、当駅は中央線単独の駅として扱われていた。

## 歴史
- 1940年4月1日：開業[1]。
- 1950年12月8日：朝鮮戦争にて駅舎消失。
- 1956年5月10日：駅舎新築。
- 2009年10月1日：貨物取扱中止[2]。
- 2011年10月5日：旅客取扱中止。
- 2011年12月21日：旅客取扱再開。
- 2021年1月5日：西原州駅 - 堤川駅間の新線切り替えに伴い廃止。

## 隣の駅
韓国鉄道公社
中央線
三山駅 - 西原州駅 - 桐華駅 - 万鍾駅